# Саливан (Илиноис)
Саливан (енгл. Sullivan) град је у америчкој савезној држави Илиноис. По попису становништва из 2010. у њему је живело 4.440 становника.

## Демографија
Према попису становништва из 2010. у граду је живело 4.440 становника, што је 114 (2,6%) становника више него 2000. године.
| Група             | 2000.         | 2010.         |
| Белци             | 4.257 (98,4%) | 4.336 (97,7%) |
| Афроамериканци    | 13 (0,3%)     | 19 (0,4%)     |
| Азијати           | 7 (0,2%)      | 11 (0,2%)     |
| Хиспаноамериканци | 17 (0,4%)     | 44 (1,0%)     |
| Укупно            | 4.326         | 4.440         |